# Tretzevents
|  | Aquest article tracta sobre la revista infantil. Vegeu-ne altres significats a «Puig de Tretzevents». |

Tretzevents, inicialment coneguda com a L'Infantil, ha estat, del 1951 al 2011 i juntament amb Cavall Fort, la primera publicació en català moderna i de qualitat dirigida a nens i nenes de 6 a 12 anys, amb il·lustracions i textos acurats incloent jocs, còmics, articles de natura, cinema, viatges, etc.

## Història
Creada el setembre de 1951 va ser publicada inicialment amb el nom de L'Infantil pel seminari de Solsona amb l'aprovació del bisbe Vicent Enrique i Tarancón. El seu primer director va ser el mossèn Climent Forner. El gener de 1963 va començar una nova etapa impulsada des de Barcelona i sota la direcció dels germans Manuel i Miquel Àngel Sayrach. És el número 137 de la numeració antiga i el número 1 d'aquesta nova etapa. En aquell moment es va prendre com a model les revistes francobelgues de l'època, com per exemple Spirou, Tintin o Pilote amb traduccions que van suposar un repte creant un nou llenguatge amb el què intentar arribar a un públic més jove que el de Cavall Fort per mitjà de la publicació de còmics, contes o notes històriques per a infants. En aquesta revista es procurava que els contes i les historietes transmetessin conceptes basats en el catolicisme que a poc a poc es va anar obrint als nous temps marcats pel Concili Vaticà II. Una historieta de continuïtat dels personatges Bibi i Tobi, creació de Miquel Àngel Sayrach publicada prèviament a la revista, es va editar en forma d'àlbum francobelga l'any 1965. Les aventures de Bibi i Tobi. La gran guerra va ser el primer còmic creat en català publicat en aquest format. Els problemes econòmics van propiciar que el 1968 la revista passés a ser editada per les Publicacions de l'Abadia de Montserrat.
El 1973 i amb la publicació del número 174 la revista renova el nom, L'Infantil es dirà a partir d'aquell moment Tretzevents. Aquell any la publicació s'editava cada 15 dies i tenia una tirada de 12.000 exemplars. El 1987 va rebre la Creu de Sant Jordi per la seva difusió de la llengua catalana i el 1988, amb motiu del seu 25è aniversari i fent un balanç de la seva trajectòria, la mateixa revista deia: "paraules com Capità Manaia, llibertat, salvar la comunitat, pau, seguretat còmoda però falsa, respecte a la voluntat popular, reconciliació, etc., ara poden sonar intranscendents, però aleshores tenien un ressò profund i dramàtic, i són encara, en bona part, necessàries".
El gener de 1995, la revista va publicar el seu número 700, i a partir de la publicació 701 s'inicià una nova etapa amb dos canvis importants: d'una banda la incorporació de Montse Ginesta com a nova directora i de l'altre el canvi de periodicitat que va passar de ser quinzenal a ser mensual. Tot i aquests canvis la finalitat va seguir sent la mateixa: crear una publicació moderna, de qualitat i adequada a la realitat actual. La publicació va comptar amb els millors escriptors i il·lustradors catalans del gènere infantil i juvenil fent així que la incorporació de nous dibuixants d'historietes fos constant. D'altra banda també es van donar a conèixer sèries estrangeres molt conegudes com ara l'Espirú de Franquin, Clifton de Jo-El Azara, El Califa i el Gran Visir de Tabary, Lucky Luke de Morris i Goscinny, Asterix d'Uderzo i Goscinny, Eric Castel de Reading, etc.

## Tancament
El desembre de 2011, i coincidint amb els seixantè aniversari de la publicació, Publicacions de l'Abadia de Montserrat va anunciar que aquesta tancava per manca de suport econòmic, institucional i per la continuada pèrdua econòmica que ocasionava a l'editorial. L'editora parlava de la disminució del suport econòmic de la Generalitat com a causa principal del tancament, però també es pot afegir les poques vendes de la publicació. Cavall Fort reconeix una tirada de 15.000 exemplars mentre que Tretzevents l'any 2008 parlava d'una tirada de 8.000 exemplars, que segurament l'any 2011 s'hauran vist reduïdes a causa de la crisi.
Així doncs, l'últim número de la revista Tretzevents va ser el 903 corresponent al mes de desembre de 2011 que va comptar amb la portada de Montse Fransoy.

## Col·laboradors
Al llarg de la seva vida Tretzevents ha comptat amb una llarga llista de col·laboradors entre els quals podem destacar:
- Albert Rué
- Florenci Clavé

- Daniel Boada
- Gustavo Roldán
- Jaume Perich
- Joan Rafart i Roldán
- Joan de Déu Prats Pijoan
- Josep Busquet
- Josep Coll
- Josep Maria Alberdi
- Lluís Farré
- Martín Romero
- Ramon Tosas
- Rebecca Luciani
- Susanna Martín
- Toni Cabo
- Vicenç Pañella

## Últim número
L'últim número és el 903 pertanyent al mes de desembre de 2011 que va comptar amb les següents seccions:
- Contes. Infortunades festes nadalenques
- Un home amb barret
- XX-2
- Eco guardians. Els regals
- Pinya colada
- La Martina i el gat Faluga
- Poema. Passen ales d'àngels
- Petites històries sobre grans pintors Stuart Davis
- Simó
- Les aventures d'en Josep M. I l'avi Pep
- En Guiu
- Cucs i cuques
- El gegant i en Pi
- Pessebres insòlits
- Lucrècia
- El cérvol blanc